# Juan Claudio Cifuentes Benito
Juan Claudio Cifuentes Benito (París, 20 d'abril de 1941 - Madrid, 17 de març de 2015), conegut com a Cifu, va ser un divulgador musical i professional de la ràdio i televisió espanyol, especialitzat en jazz. Va ser guardonat amb la Medalla d'Or al Mèrit en les Belles Arts 2015 i el Premi Ondas per la seva «labor de difusió i divulgació del jazz.

## Biografia
Nascut el 20 d'abril de 1941 a París, de pares espanyols, el seu avi matern va ser l'eminent professor de Dret Mercantil Lorenzo de Benito y Endara. Instal·lat a Espanya des de 1961, el seu ingrés en la universitat, (on l'únic grup musical allí existent és la Tuna...) i altres circumstàncies li fan veure clarament que no podrà seguir amb les seves aficions percusivas. Per a consolar-se iniciarà aquell mateix any una llarga col·laboració, escrivint articles en l'avui llegendària (i difunta) revista Aria Jazz, que durarà els vuit anys en què es va mantenir en actiu aquesta publicació. Aviat es transformarà en col·leccionista i a especialitzar-se en Història del Jazz, començant a donar xerrades i conferències amb audicions musicals per a divulgar el jazz en centre educatius per tot el país.
A mitjan dècada de 1960, entra a treballar en la indústria discogràfica on romandrà dinou anys, prestant els seus serveis en diverses companyies nacionals com a director internacional d'Hispavox, Acción, Movieplay i Fonomusic. Durant aquest temps serà responsable de nombrosos llançaments de discos de jazz en el mercat espanyol, signant així mateix molts textos de contraportada.
El 1971, s'introdueix en el món de la ràdio, en la històrica i, per aquelles dates, una miqueta anàrquica Radio Popular-FM de Madrid. Des de llavors ha mantingut el seu programa Jazz Porque Sí – que en 2011 compleix 40 anys d'ininterrompuda activitat en les ones– des dels micròfons de diverses emissores: Radio España de Madrid (1974-1982), Antena 3 Radio (1982-1987), Cadena 100 (1987-1998) des de l'1 d'octubre de 1998, Jazz Porque Sí surt a l'aire per les antenes de Radio Clásica de RNE (quatre hores a la setmana). A més, el seu passo a Ràdio Nacional li ha permès iniciar un segon programa d'una hora, A Tot Jazz, que Radio 3 emet els dissabtes i diumenges.
El 1984, la Segona Cadena de TVE li va oferir la possibilitat d'escriure i presentar un programa de jazz en la pantalla petita. Així va néixer Jazz Entre Amigos que es va mantenir, amb caràcter setmanal, més de set anys amb una sòlida i fidel audiència i que, per motius encara no aclarits, va ser retirat de la programació televisiu-estatal al desembre de 1991, deixant més de tres-cents cinquanta programes gravats en els arxius. La seva repercussió va ser tan gran que fins i tot va ser parodiat pels populars Martes y Trece.
El 1994, la Societat d'Autors li va encarregar l'organització i confecció de la primera Guía Profesional del Jazz en España, un anuari amb el cens més complet fins a la data de músics, clubs, escoles, managers, festivals, etc.
Ha traduït i adaptat al castellà (afegint nombroses referències i informacions sobre el jazz a Espanya) el llibre Los Grandes Creadores del Jazz, dels crítics francesos G. Arnauld i J. Chesnel (Ed. del Prado, 1993). També ha estat autor dels textos i responsable de la direcció musical, per a la mateixa editorial, de la col·lecció de setanta fascicles i discos compactes que, sota el nom d' El Gran Jazz, es va vendre setmanalment en quioscos de premsa entre 1995 i 1996. Posteriorment la col·lecció es va publicar en diversos països iberoamericans (l'Argentina, Mèxic, el Brasil, Xile, entre altres), a més de Polònia i Itàlia.
Durant la temporada 2000-2001 va ser nomenat, representant al nostre país, membre del Comitè Assessor (Advisory Board Member) de lEuropean Jazz Youth Orchestra, una organització amb seu a Dinamarca, el president de la qual és el veterà músic de jazz danès, el contrabajista Eric Moseholm, i que, amb ajuda econòmica de la C.E. des de Brussel·les, posa en peus cada estiu, per a una gira europea de prop de tres setmanes, una big band (els components de la qual es renoven anualment) de divuit a vint joves jazzmen –que no solen passar dels 25 anys– procedents de pràcticament tots els països europeus.
Al novembre de 2003 el seu programa de ràdio Jazz Porque Sí va rebre el Premi d'Honor de la Biennal SGAE de Jazz “Tete Montoliu” 2003 en la categoria de “Institució o col·lectiu amb gran trajectòria i compromís en la promoció del Jazz” pels seus més de tres dècades de suport i difusió del gènere a Espanya.
Del 20 al 25 de març de 2006, el club de jazz Bogui de Madrid va dedicar una setmana sencera d'actuacions especials per a celebrar els trenta-cinc anys en antena del programa Jazz Porque Sí.
Després de 40 anys de treball en la difusió i divulgació del jazz a Espanya, el 19 de novembre de 2010, en la 57a Edició dels Premis Ondas li va ser atorgat, en la “Categoria RÀDIO”, el “PREMI ESPECIAL DEL JURAT per la seva labor de difusió i divulgació del jazz a través del seu programa “Jazz Porque Sí” durant les últimes quatre dècades”.
En 2011 apareix al documental "Jazz en España" de la productora "14 pies" per Canal Historia.
Des de llavors ha estat protagonista de diversos homenatges (tots motivats per aquestes quatre dècades de radi), com el que li van donar el 4 de novembre de 2011 en el Col·legi Major San Juan Evangelista de Madrid (el ja llegendari “Johnny”) amb la participació del seu bon amic el saxofonista i flautista Jorge Pardo qui, amb Francis Posé al contrabaix i José Vázquez “Roper” a la bateria (el trio “D3”) li van dedicar una actuació memorable.
El 17 d'abril de 2012 va ser homenatjat a Vitòria en un acte organitzat en el Conservatori Jesús Guridi pel programa de Radio Vitoria “Ondas de Jazz En La Ciudad”, dirigit pel periodista Joseba Cabezas. Després de l'actuació de dues big bands (la d'alumnes i la de professors), l'Alcalde de Vitòria, Javier Maroto, li va fer lliurament de la “Makila d'Honor”.
Finalment, al juliol de 2013, el Festival de Jazz de Sant Sebastià li lliurarà el Premi “Donostiako Jazzaldia” per tots els seus anys de labor de difusió del jazz al nostre país. Aquest premi sol habitualment atorgar-se a famosos i ja veterans músics de jazz per tota una carrera.
En 2015 va ser guardonat amb la Medalla d'Or al Mèrit en les Belles arts.
Va morir a Madrid el 17 de març de 2015 a conseqüència d'un ictus.

## Programes de televisió
- Jazz entre amigos (1984-1991), a Televisió espanyola

## Programes de ràdio
- Jazz porque sí (Radio popular-FM, Radio España de Madrid, Antena 3 Radio, Cadena 100, Radio Clásica)
- A todo Jazz (Radio 3)